# Special Ed
Special Ed, pseudonimo di Edward Archer (Brooklyn, 16 maggio 1972), è un rapper statunitense, nativo di Brooklyn, New York City.
L'album d'esordio, Youngest in Charge, lo porta al successo di pubblico e critica. Nove anni dopo l'uscita, la rivista The Source lo inserisce nella sua lista dei 100 migliori album hip hop. Seguono altri due album che non riescono a ottenere lo stesso successo – Legal (1990) e Revelations (1995) – quindi arriva una compilation nel 2000. Nel 2004, Special Ed pubblica il suo quarto lavoro, Still Got It Made sotto l'etichetta Semi Records e ignorato da pubblico e critica.

## Discografia
Album da solista
- 1989 - Youngest in Charge
- 1990 - Legal
- 1995 - Revelations
- 2004 - Still Got It Made

Raccolte
- 2000 - The Best of Special Ed